# Paul von Rheinbaben (Politiker)
Paul Karl Ferdinand von Rheinbaben (* 2. Dezember 1844 in Breslau; † 1. Dezember 1921 in Berlin) war ein deutscher Regierungsbeamter, Politiker und Mitglied des Deutschen Reichstags. 

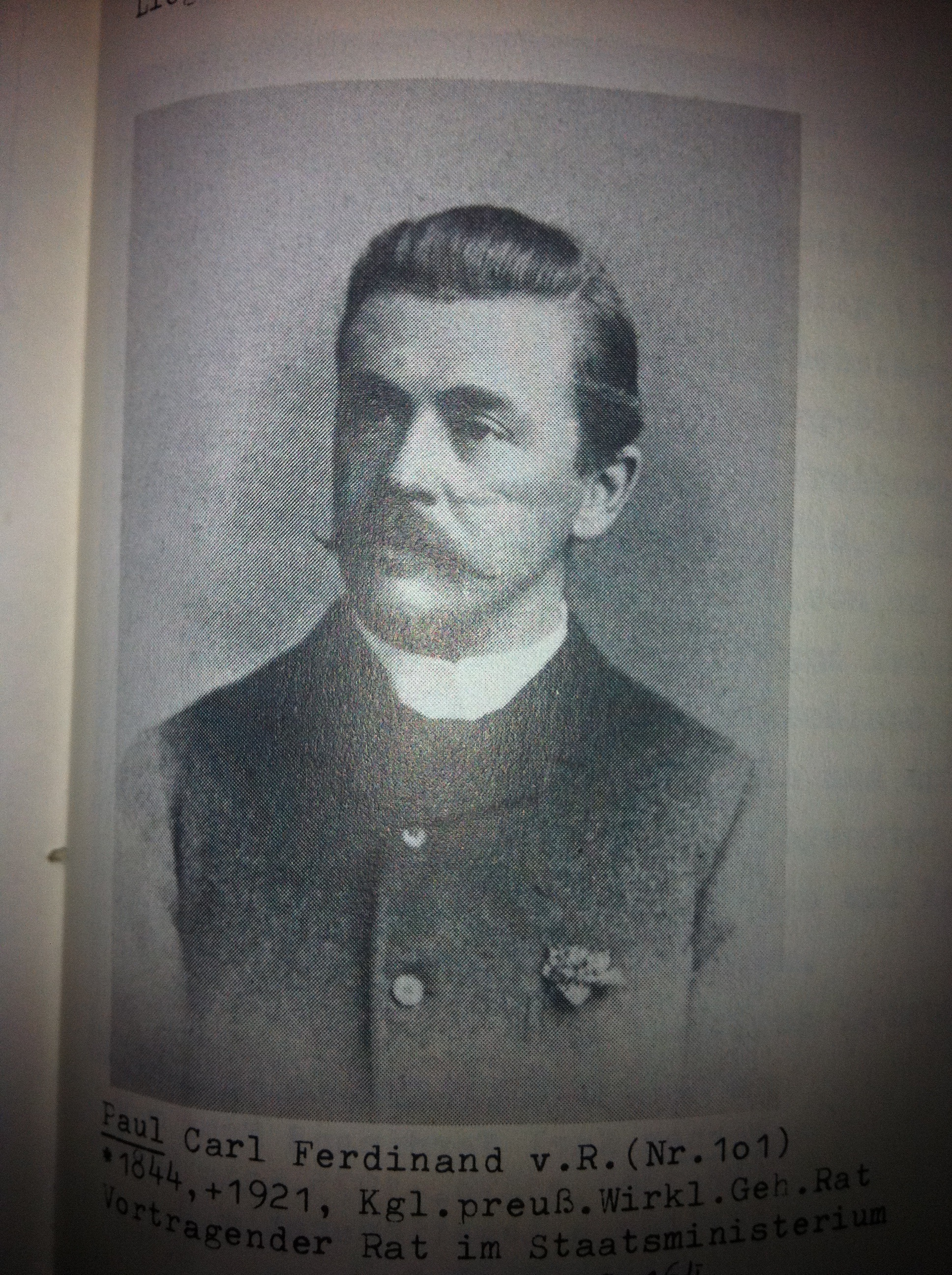
Paul von Rheinbaben

## Leben
Rheinbaben besuchte das Gymnasium in Liegnitz und studierte Rechts- und Staatswissenschaften an den Hochschulen von Breslau, Göttingen und Berlin in den Jahren 1862 bis 1866. 1866 trat er als Auskultator beim Kreisgericht Breslau ein und 1868 wurde er  Referendar bei demselben Gericht. 1872 wurde er zum Assessor ernannt. Vom Juli 1874 bis April 1875 war er Kreisrichter in Osterwieck und dann Regierungsassessor in Posen. Zwischen 1878 und 1886 war er Landrat in Fraustadt. Ab 1885 war er Hilfsarbeiter in der Reichskanzlei und von 1887 bis 1890 Polizeipräsident in Wiesbaden. Eine interessante Episode seiner Wiesbadener Tätigkeit bildeten die Verhandlungen mit der Königin Natalie von Serbien wegen Auslieferung ihres damals zwölfjährigen Sohnes Alexander, des späteren Königs, an seinen Vater König Milan, der seinerseits als Bevollmächtigten den serbischen Kriegsminister nach Wiesbaden gesandt hatte (siehe auch: Wiesbadener Prinzenraub).
1890 wurde er Geheimer Regierungsrat im Staatsministerium und auch Kurator des Reichs- und Staatsanzeigers. 1895 wurde er zum Geheimen Oberregierungsrat und vortragenden Rat  ernannt und 1918 ging er in Pension. Für seine Verdienste wurde er u. a. mit dem Roten Adlerorden II. Klasse mit Eichenlaub ausgezeichnet.
Von 1884 bis 1890 war er Mitglied des Deutschen Reichstags für den Wahlkreis Regierungsbezirk Posen 6 Fraustadt, Lissa und die Deutsche Reichspartei.